# اقتصاد گیلان
اقتصاد گیلان، بر پایه کشاورزی، دامداری، صیدماهی و پرورش زنبور عسل و کرم ابریشم استوار است. مهم‌ترین محصولات کشاورزی شامل برنج و چای می‌باشد، که در شهرهای مختلف گیلان، از جمله لنگرود، آستانه اشرفیه، لاهیجان و رودسر کشت می‌شوند. زیتون نیز از دیگر فرآورده‌های زراعی است که کشت آن در شهرستان رودبار رایج است. مراکز مهم صید ماهی عبارتند از بندر آستارا، بندر کیاشهر و بندرانزلی. مهم‌ترین مراکز پرورش زنبور عسل عبارتند از اشکور بالا و پایین، عمارلو، دیلمان،آستارا و تالش. دامداری نیز در مناطق کوهپایه‌ای انجام می‌شود. گندم و جو، بادام زمینی، توتون و فندق نیز از دیگر محصولات زراعی گیلان می‌باشند که هنوز نیز به صورت انبوه در نقاط مختلف استان کشت می‌شوند.

## صنایع دستی
منطقه گیلان سنت صنایع دستی بزرگی نظیر استانهای داخلی ایران ندارد. از جمله سنتهای محلی می‌توان ابریشم، یا چادرشب قاسم آباد، قلابدوزی رشت، حصیربافی شامل سفره، سبد و کلاه، مصنوعات چوبی خم شده مثل پایه میز و جاسیگاری و ... و سفالگری (گمج) را نام برد. این دامنه محدود صنایع دستی به این دلیل است که گیلان بیشتر منطقه تولیدکننده ماده خام (مقل ابریشم) بوده تا جایی که محصولات تمام شده تولید می‌کرده و ضمناً این منطقه به مدت طولانی روستایی مانده و کارگاهها و استادکاران حرفه‌ای اهمیت ناچیزی داشته‌اند. از محصولات نساجی گیلان می‌توان به لنگ، پارچه تافته و کجینی اشاره کرد. قلابدوزی رشت مورد تحسین زیادی قرار گرفته‌است. در شمال تالش شال، و در جنوب استان جاجیم هم بافته می‌شود. نمدبافی در جنوب تالش و سیاه ورود و طارم و نیز در قاسم آباد رواج دارد.
حصیربافی فعالیت مشخص دلتای سفیدرود و تالاب انزلی است. گونه‌های مختلف گالی و نی روینده در ساحل دریا و نیز در منابع آب کشاورزی مورد استفاده قرار می‌گیرند.
پنج نوع خاص  سفالگری تا پایان دهه ۱۹۷۰ در مناطق مختلف گیلان از جمله کاسه و تنور نانوایی در هشتپر، گمج، نمکار و چیره در جیرده، گمج و چیره خام در گیلده و خرطوم، ظروف آب و ماست در  روستاهای غرب تالاب انزلی و نزدیک سیاهکل، جنوب رودسر و تنها کارگاههای شهری در خمیران زاهدان در رشت موجود بوده‌است. سفال همچنین برای پوشش سقف خانه‌ها مورد استفاده قرار می‌گیرد.

## کشاورزی
گیلان، به دلیل آب و هوای مناسبش، دارای کشاورزی و دامپروری غنی، در سرزمین ایران، است. نام‌دارترین فراورده‌های کشاورزی گیلان عبارتند از: برنج، مرکبات، چای، فندق، بادام زمینی، سیب زمینی، خاویار، پیله ابریشم، کدو، زیتون و....

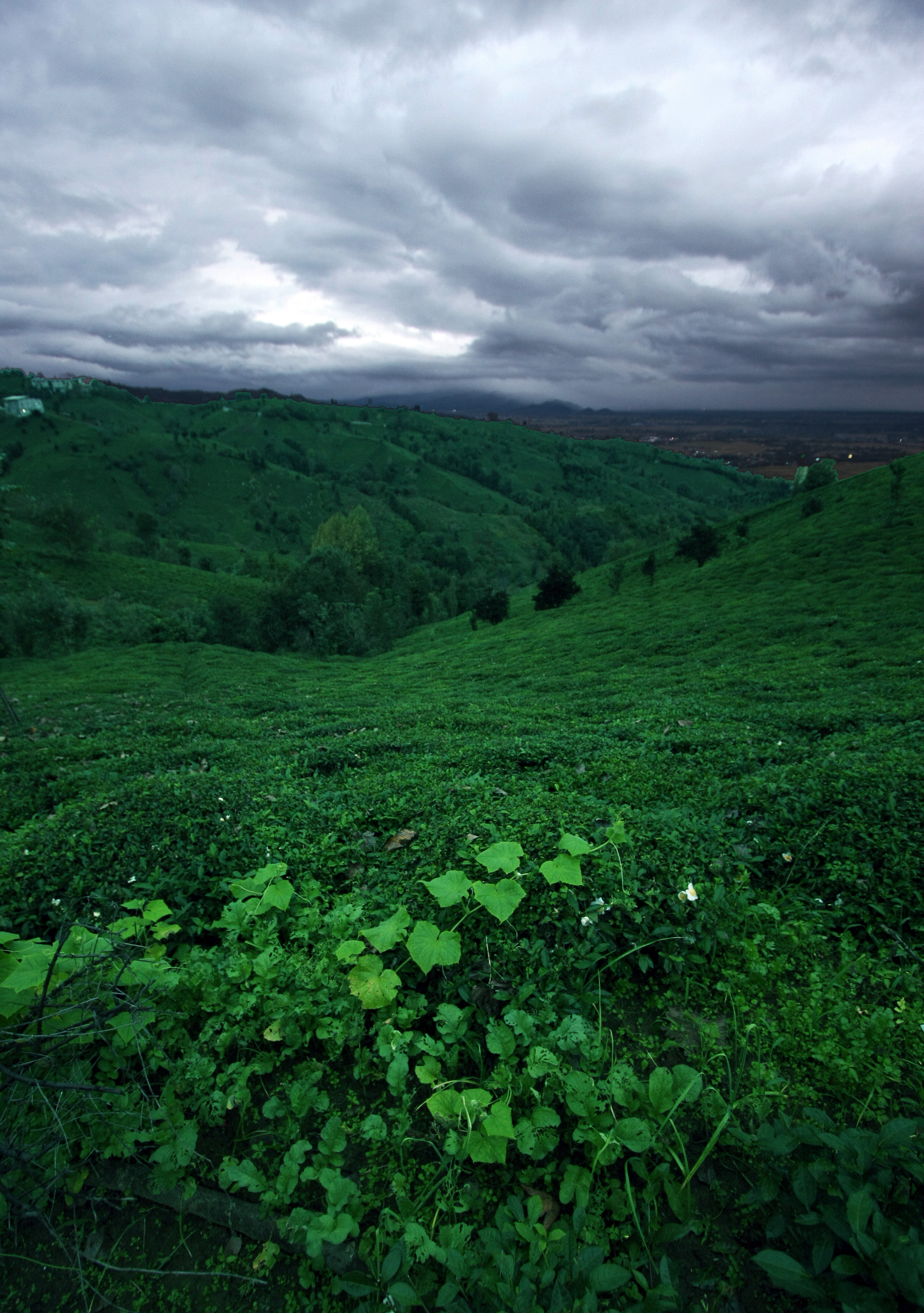
باغات چای در نزدیکی رودسر

۵۲ درصد اراضی کشاورزی گیلان به کشت برنج اختصاص دارد. تا سال ۱۳۶۱ شمسی گیلان بزرگترین تولیدکننده برنج ایران بود و ۴۰ تا ۵۰ درصد تولید ملی را داشت ولی در این سال استان همجوار مازندران از آن پیشی گرفت. ۶۰ درصد تولید استان در ناحیه دلتای سفیدرود انجام می‌شود ولی در جلگه‌های حاشیه‌ای غربی و شرقی تولید برنج با محصولات متنوع دیگری ترکیب شده‌است.
این میزان تولید در گیلان اخیراً رخ داده‌است. در ۱۹۱۱ رابینو نوشت: «گرچه برنج گیلان از مازندران و استرآباد بهتر است، دو تای آخری پایتخت و مرکز ایران را تأمین می‌کنند.» و چرچیل و ابوت گفته‌اند که در میانه قرن نوزدهم گیلان مجبور بود برای تأمین نیاز محلی خود از مازندران وارد کند. این دو دلیل اصلی داشت: اولاً زمینداران گیلان برای پاسخ به نیاز فزاینده بازارهای اروپایی اولویت را به نوغان داری می‌دادند و این فقط در ۱۸۶۰ بود که به علت نابودی کرمهای ابریشم توسط مرض پبرین کشاورزان به برنج روی آوردند؛ ثانیاً گیلان تا ابتدای قرن بیستم و احداث راه رشت-قزوین، که آن را به فلات ایران مرتبط کرد از بقیه کشور ایزوله بود. تهران به دلیل امکانات ارتباطی از آمل توسط مازندران تأمین می‌شد.
مانند بسیاری از دیگر فعالیتها، تولید برنج در گیلان به دلیل نیاز بازار روسیه رونق گرفت. در ۱۸۹۲، گیلان ۸٬۸۹۹٬۶۰۰ قران برنج به روسیه صادر کرد ولی تنها ۵۸۹٬۰۰۰ قران به داخل ایران که عمدتاً توسط مازندران تغذیه می‌کرد صادر کرد. با در نظر گرفتن سختی حمل و نقل، و این که در جنوب برنج تولید می‌شد واردات برنج از خارج بی معنی بود، حال آن که در ۱۳۱۰ گیلان مقادیر زیادی برنج به روسیه صادر می‌کرد.
کشت چای در ایران به دلیل بهره بردن استانهای خزری از شرایط اقلیمی لازم محدود به این استانها ست: بارندگی فراوان بین ۱۰۰۰ تا ۱۵۰۰ میلیمتر، خاکهای اندک اسیدی. بیشتز کاشت در کوهپایه‌های البرز در زمین‌های شیبدار نامناسب برای برنجکاری در سه شهر لاهیجان، لنگرود و رودسر انجام می‌شود.
حاج محمد میرزا کاشف‌السلطنه، کنسول ایران در هند پس از چندین تلاش ناموفق توسط دیگران، ۳۰۰۰ دانه چای آسامی را به کشورش قاچاق کرد. او آن‌ها را در لاهیجان به‌طور آزمایشی کاشت و به زودی موفق شد یک کیلوگرم چای ایرانی را برای مظفرالدین شاه بفرستد. او همچنین سعی کرد مجلس اول را متقاعد کند که یک شرکت ایرانی برای تأمین مالی توسعه چای در گیلان تأسیس کند. اولین کارخانه فراوری چای در ایران در ۱۳۱۱ در یک ایستگاه تحقیقاتی در لاهیجان تأسیس شد و انگیزه‌ای  برای کشت این گیاه ایجاد کرد.
امروزه گیلان اصلی‌ترین منطقه تولید ابریشم در ایران است، و ۸۰ درصد تولید ملی را که بین ۲۰۰ تا ۴۰۰ تن در سال می‌شود را در اختیار دارد. تیلمبار، محل نگهداری کرمهای ابریشم از مشخصه‌های معماری بومی گیلان است. شرکت سهامی پرورش کرم ابریشم ایران در رشت واقع شده‌است.